# Paolo Monaldi

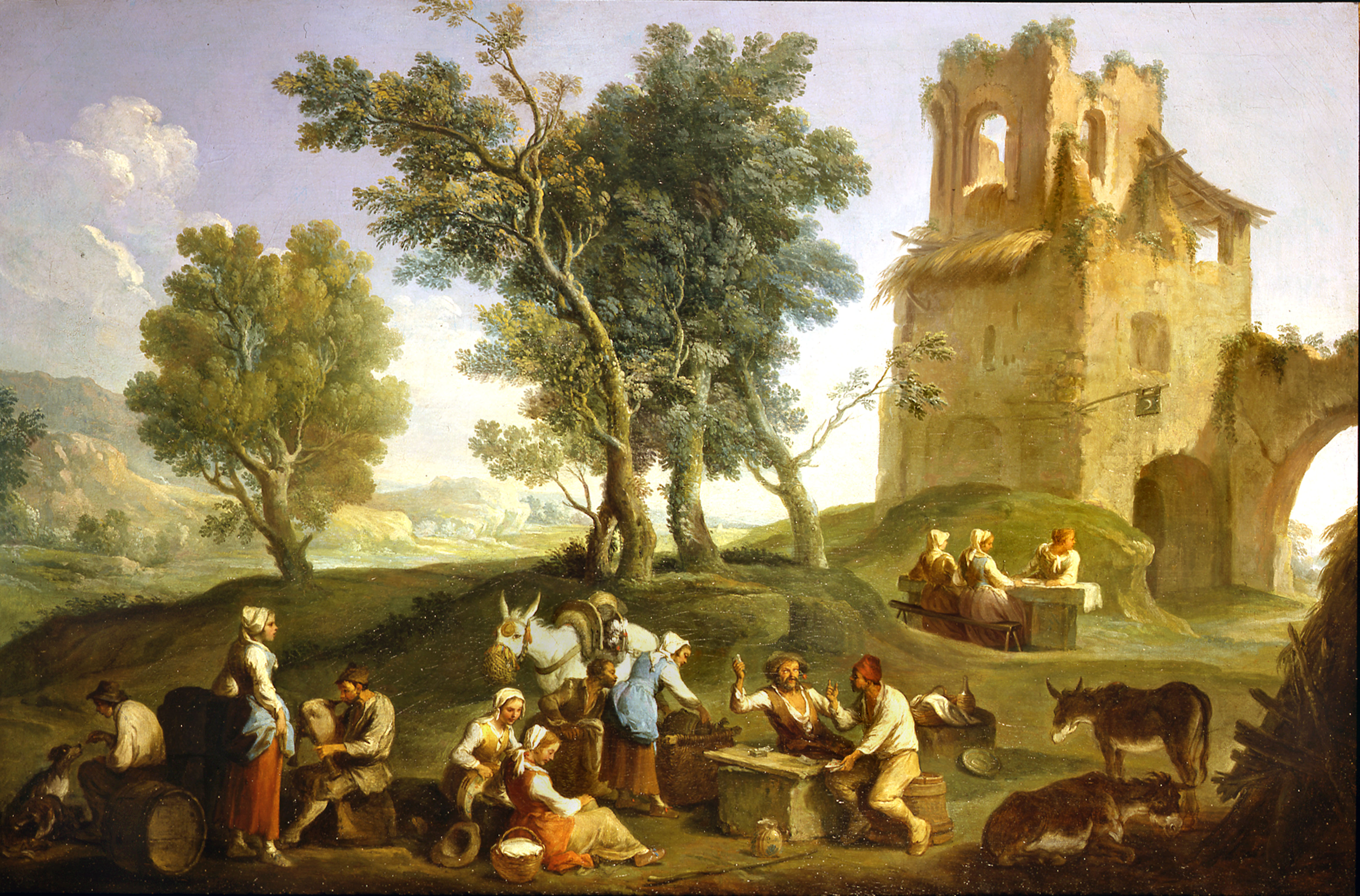
Bambocciata, scena rurale. Olio su tela 65 x 100 cm. Collezione Mainetti (Roma)

Paolo Monaldi (Roma, 1710 – Roma, dopo il 1779) è stato un pittore italiano del periodo rococò.

## Biografia e opere
Paolo Monaldi nacque a Roma e frequentò la bottega del vedutista romano Paolo Anesi. Con l'Anesi collaborò soprattutto dipingendo figure per le sue vedute romane, come nel caso della decorazione di Villa Chigi, eseguita tra il 1765 e il 1767. In particolare nella quinta sala sono sue le sopraporte con Diana ed Endimione e Angelica e Medoro oltre una serie di otto paesaggi con bambocciate.
I due pittori si compensarono, dato che il Monaldi aveva una certa propensione per le figure umane e le scenette di genere sullo stile dei bamboccianti del tardo '600 romano, mentre l'Anesi per le vedute di Roma.
Il suo stile denuncia una certa vicinanza anche alla pittura del suo contemporaneo Andrea Locatelli, anche lui attivo nella capitale. Questa vicinanza di stile ha fatto pensare ad un alunnato del Monaldi anche presso la bottega del Locatelli.
Le scene di osteria ci riportano alla grande tradizione caravaggesca, mentre quelle con vedute e rovine, ambientate più che altro nella campagna romana, ricordano i bamboccianti fiamminghi e Salvator Rosa.
Fu pittore di varie famiglie patrizie. Per i Rospigliosi, in particolare per il duca Camillo dipinse alcune tele per Palazzo Rospigliosi. Ancora per i Chigi, oltre alla loro villa romana, alcune sue opere furono richieste per la villa di Ariccia e per i Barberini per i quali decorò il Palazzo Barberini a Roma. Ma tra le sue opere si trovano anche Pale d'Altare come San Giuseppe da Leonessa che benedice la patria nel Santuario di San Giuseppe a Leonessa in provincia di Rieti, anche se nella pittura sacra tradisce una certa vicinanza alle atmosfere della pittura arcadica.
Altre sue opere si trovano a Palazzo Braschi e la Galleria dell'Accademia di San Luca.
Di Paolo Monaldi non sappiamo molto, la sua data di morte viene compresa tra il 1779 e il 1790.
Indicazioni della sua opera sono in un volume di spessore, come il Lanzi, che però non riporta alcuna notizia sulla biografia, né sulle opere del pittore, tranne un parere sul suo stile, confrontato con quello del Locatelli.
(Luigi Lanzi, Storia pittorica dell'Italia dal risorgimento delle belle arti fin presso al fine del XVIII secolo)
Sulla scorta del Lanzi, Stefano Ticozzi nel suo Dizionario dei pittori dal rinnovamento delle belle arti fino al 1800, (1818) lo cita come "non ignobile pittore di bambocciate"
L'unica altra rapida citazione del Monaldi, in una variegata lista di bamboccianti, è nel volume del Ferrario, Il costume antico e moderno o storia del governo, della milizia, della religione, delle arti scienze ed usanze di tutti i popoli antichi e moderni, del 1832, che non è propriamente un saggio di storia dell'arte.

## Opere
- Festa campestre, olio su tela, Museo Fortunato Calleri di Catania